# Castelluccio (Norcia)
Castelluccio is een plaats (frazione) in de Italiaanse gemeente Norcia. Het plaatsje is gelegen op een heuvel, midden in het nationale park Monte Sibillini.
Het dorpje ligt boven de Piano Grande (1270m). Het dorpje wordt veel bezocht door wielrenners, motorrijders en bergwandelaars die daar even rusten.
Bij de aardbeving van 30 oktober 2016 raakte het bekende bergdorpje zwaar beschadigd.